# Codificación diferencial
En las comunicaciones digitales, la codificación diferencial es una técnica utilizada para proporcionar recepción de la señal inequívoca cuando se utilizan algunos tipos de modulación. Consiste en hacer que los datos a transmitir dependan no sólo del bit (o símbolo) actual, sino también del anterior. Los tipos de modulación más comunes que requieren codificación diferencial incluyen la modulación por desplazamiento de fase y la modulación por desplazamiento de amplitud en cuadratura. 

## Propósitos de codificación diferencial
La modulación por desplazamiento de fase o PSK consiste en hacer variar la fase de la portadora entre un número de valores discretos. Dependiendo del número de posibles fases a tomar, recibe diferentes denominaciones. Dado que lo más común es codificar un número entero de bits por cada símbolo, el número de fases a tomar es una potencia de dos. Así tendremos BPSK con 2 fases. Demodular BPSK se logra mediante un circuito de recuperación de la señal portadora. Sin embargo, una portadora puede ser recuperada de diferentes formas. El demodulador de BPSK es incapaz de determinar el símbolo correcto. Debido a esto, el flujo de datos es codificado en forma diferencial antes de la modulación. 

## Aplicaciones
La codificación diferencial se utiliza ampliamente en comunicaciones con satélite y radio junto con PSK y QAM. 

## Desventajas
La codificación diferencial tiene un inconveniente importante: conduce al error de multiplicación. Es decir, si se recibe un símbolo incorrectamente, en la salida del decodificador diferencial se generarían dos símbolos incorrectos. Esto prácticamente duplica la tasa de error binario (BER) para la relación señal-ruido en las cuales los errores raramente se producen en símbolos consecutivos. 

## Otras técnicas para resolver una ambigüedad de fase
La codificación diferencial no es la única manera de hacer frente a una ambigüedad de fase. La otra técnica popular es el uso de palabras de sincronización para este propósito. Si se detectan repetidamente palabras de sincronización invertidas, se invierte todo el flujo de datos. Este método se usa en DVB-S.